# ليودميلا يفيمينكو
ليودميلا يفيمينكو (بالأوكرانية: Людмила Пилипівна Єфименко)‏ (و. 1951  م) هي ممثلة، وكاتبة سيناريو، ومخرجة أفلام من الاتحاد السوفيتي، وأوكرانيا، ولدت في كييف.

## التعليم
تعلمت في معهد غيراسيموف للسينما
.

## جوائز
حصلت على جوائز منها:
- فنان الشعب لأوكرانيا  [لغات أخرى]‏
- جدارة فنان أوكرانيا  [لغات أخرى]‏

## وصلات خارجية
- ليودميلا يفيمينكو على موقع IMDb (الإنجليزية)

- ليودميلا يفيمينكو في قاعدة بيانات الأفلام على الإنترنت